# Scolia hirta
Scolia hirta é uma espécie de insetos himenópteros, mais especificamente de vespas pertencente à família Scoliidae.
A autoridade científica da espécie é Schrank, tendo sido descrita no ano de 1781.
Trata-se de uma espécie presente no território português.